# Torhaug
Torhaug är en tätort i Molde kommun i Møre og Romsdal fylke i västra Norge. Orten ligger vid fylkesväg 64 på ön Bolsøya.